# Moniliophthora roreri
Moniliophthora roreri är en svampart som först beskrevs av Raffaele Ciferri, och fick sitt nu gällande namn av H.C. Evans, Stalpers, Samson & Benny 1978. Moniliophthora roreri ingår i släktet Moniliophthora och familjen Marasmiaceae.   Inga underarter finns listade i Catalogue of Life.

## Bildgalleri

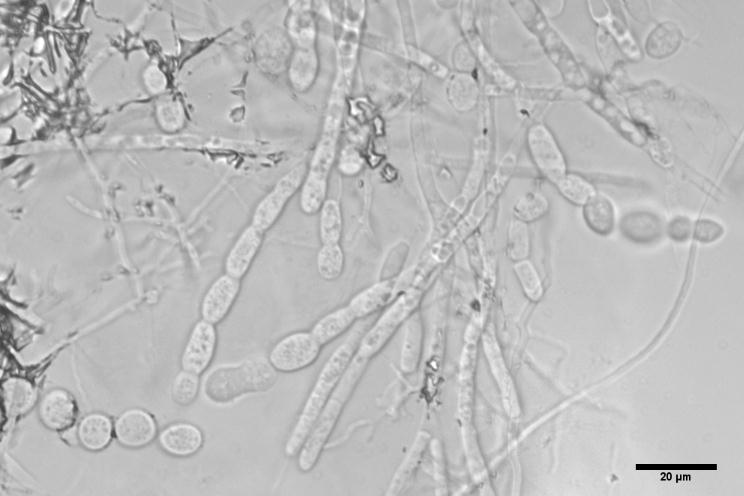